# Jürgen Bachhuber

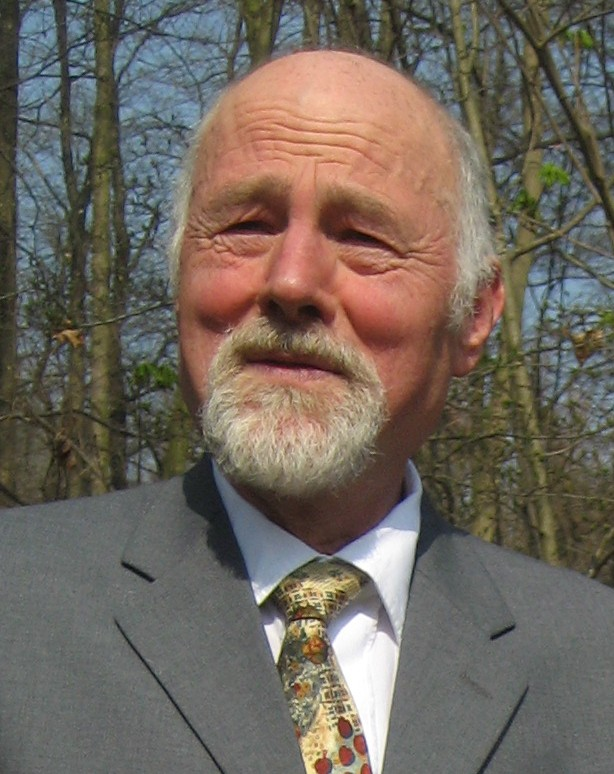
Jürgen Bachhuber

Jürgen Bachhuber (* 2. Januar 1938 auf Helgoland; † 19. September 2013 in Marwitz in der Gemeinde Oberkrämer) war ein deutscher Fleischermeister und Mitbegründer des Neuland-Vereins, über den er Pionierarbeit in Fragen der artgerechten Haltung von Nutztieren und der Fleischvermarktung leistete.

## Leben
Jürgen Paul Bachhuber wurde im Januar 1938 als Sohn von Hertha Andrea Marichen (geb. Olendrowski) und Karl Anton Bachhuber auf Helgoland geboren. Durch den Zweiten Weltkrieg musste er zusammen mit seiner Mutter Helgoland zum Kriegsende verlassen. Nach dem Besuch der Volksschule begann er im Alter von 15 Jahren, der familiären Tradition folgend, mit der Fleischer-Lehre. Nach der Ausbildung fuhr er zur See, um dort als Koch auf einem Hapag-Schiff zu arbeiten. Anschließend kam er nach Berlin und hat sich dort beruflich und familiär niedergelassen. 1963 heiratete er Petra Bachhuber (geb. Clemens).
Nach Absolvierung seiner Ausbildung als Fleischermeister übernahm Bachhuber 1967 die Fleischerei der Familie Heider. 1988 war er Mitbegründer des Vereins Neuland, in dem 200 landwirtschaftliche Betriebe eine tiergerechte und umweltschonende Nutztierhaltung betreiben und 2003 allein in Berlin 27 Fleischereien beliefern konnten. Der Verein, der nicht als Interessenvertretung der Fleischerei- und Schlachterbranche initiiert wurde, wurde unter anderem vom Deutschen Tierschutzbund, dem Bund für Umwelt und Naturschutz und von der Arbeitsgemeinschaft bäuerliche Landwirtschaft mitgetragen. 1989 gründete Bachhuber die erste Neuland-Fleischerei in Berlin. Die ehemalige Fleischerei der Familie Heider führte er bis 1996 und belieferte die gehobene Berliner Gastronomie. Bachhuber verkaufte als Erster hochwertiges, biologisch erzeugtes Qualitätsfleisch für die Köche der Nouvelle Cuisine in Berlin. 1996 verkaufte er seine dortige Fleischerei. Er zog nach Marwitz in der Gemeinde Oberkrämer und gründete dort erneut eine kleinere Fleischerei. Langjährig arbeitete er mit Berliner Spitzenköchen, unter anderem mit Michael Hoffmann, dem Koch des Jahres 2010, zusammen. Ebenfalls arbeitete er eng mit Siegfried Rockendorf zusammen. Überdies wurde er in mehreren Kochbüchern, darunter im Kochbuch für Stümper von Thomas Platt und Brösel von Altamira (1990), lobend erwähnt. Bernd Matthies vom Tagesspiegel, in dessen Artikeln Bachhuber schon zu Lebzeiten mehrfach behandelt wurde, schrieb auch einen Nachruf.
Es ist vor allem auf sein Engagement zurückzuführen, dass sich artgerechte und umweltschonende und damit nachhaltige Nutztierzucht in Deutschland verbreitete. In einem Nachruf hieß es, Jürgen Bachhuber habe gezeigt, dass Tier- und Umweltschutz auch ökonomisch lohnen. „Nicht nur NEULAND, auch die bäuerliche Landwirtschaft, das Fleischerhandwerk und ganz besonders […] Umwelt- und Naturschützer verdanken ihm viel.“
„Die Verbreitung des ökologischen Gedankens unter den Berlinern ist sein Werk, für das ihm auch zukünftige Fleischesser dankbar sein sollten.“

## Auszeichnungen

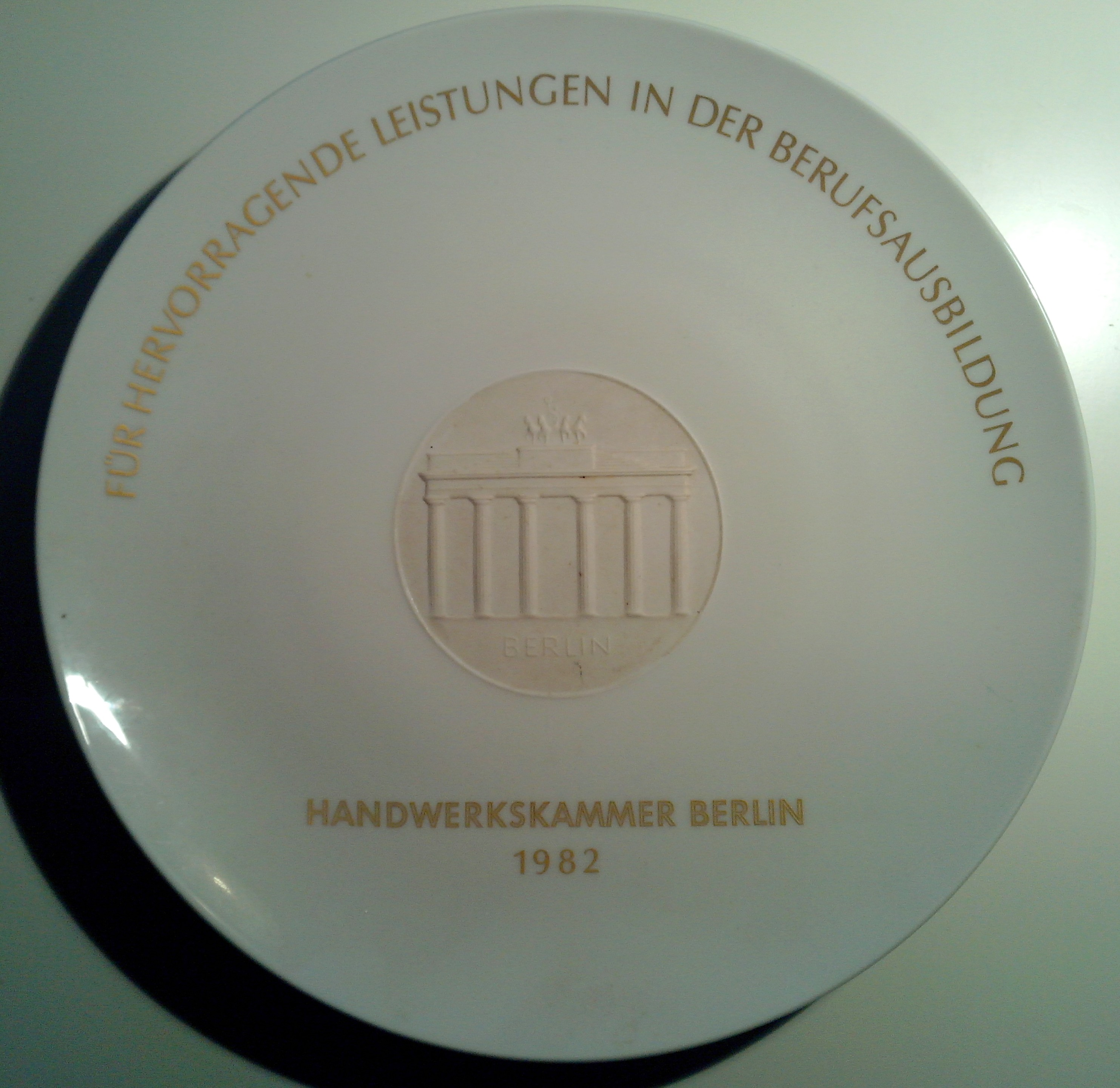
Auszeichnung Handwerkskammer Berlin

Im Jahr 1982 wurde Bachhuber von der Handwerkskammer Berlin „für hervorragende Leistungen in der Berufsausbildung“ ausgezeichnet. Im März 2010 kürte ihn die Zeitschrift Der Feinschmecker zu einem der besten Metzger in Deutschland. Im Jahr 2003 erhielt er den Victor-Wendland-Ehrenring, den Naturschutzpreis der Stiftung Naturschutz Berlin.